# Antarctica (film 2008)
Antarctica è un film del 2008 diretto da Yair Hochner.

## Trama
Tel Aviv. Omer, prossimo ai trent'anni, è ancora in cerca di se stesso ed ha saltuariamente relazioni occasionali con giovani conosciuti in appuntamenti al buio. Quando ormai sembra aver perso la speranza di trovare il vero amore, Omer conosce Ronen, un affascinante giornalista.

## Accoglienza
Su Rotten Tomatoes, il film ha un indice di gradimento del 50%.

## Riconoscimenti
- 2008 - Mostra internazionale d'arte cinematografica
  - Nomination Queer Lion